# Zakki
 (juin 2025).
Zakki est une zone de gouvernement local de l'État de Bauchi au Nigeria.

## Source
- (en) Cet article est partiellement ou en totalité issu de l’article de Wikipédia en anglais intitulé « Zaki, Nigeria » (voir la liste des auteurs).